# Hypnopédie
 (juin 2008).
Si vous disposez d'ouvrages ou d'articles de référence ou si vous connaissez des sites web de qualité traitant du thème abordé ici, merci de compléter l'article en donnant les références utiles à sa vérifiabilité et en les liant à la section « Notes et références ».
L'hypnopédie est une méthode reposant sur la théorie que l'être humain peut apprendre en dormant. Ainsi certaines méthodes d'apprentissage se sont développées, recommandant à un sujet de s'endormir en écoutant sa leçon. La recherche dans ce domaine a néanmoins largement discrédité l'efficacité de cette technique ,.
L'hypnopédie repose sur la théorie que l'apprentissage ne cesserait pas complètement pendant le sommeil, que le cerveau en serait quelque peu ralenti mais garderait toutes ses facultés d'écoute. Ce serait la même chose pour les personnes qui sont dans le coma. Cela n'enlève pas que le respect du sommeil lors d'une période d'apprentissage a une influence bénéfique.
Dans le livre d'Aldous Huxley, Le Meilleur des mondes, l'éducation des enfants est fondée sur l'hypnopédie. On leur répète des centaines de fois des théories, dans le but de formater leurs esprits. Par l'intermédiaire de ces méthodes, Huxley souhaite critiquer les dérives possibles des théories  comportementalistes apparues dans les années 1930 en psychologie.
Pourtant des expériences ont montré que des listes de chiffres ou de mots données à des dormeurs ne leur ont laissé aucun souvenir à leur réveil.
La méthode a donc été pratiquée sous hypnose plutôt que pendant le sommeil, mais aucune étude ne permet actuellement d'infirmer ou de confirmer son efficacité.